# 歐洲之塔
50°8′7″N 8°39′17″E / 50.13528°N 8.65472°E

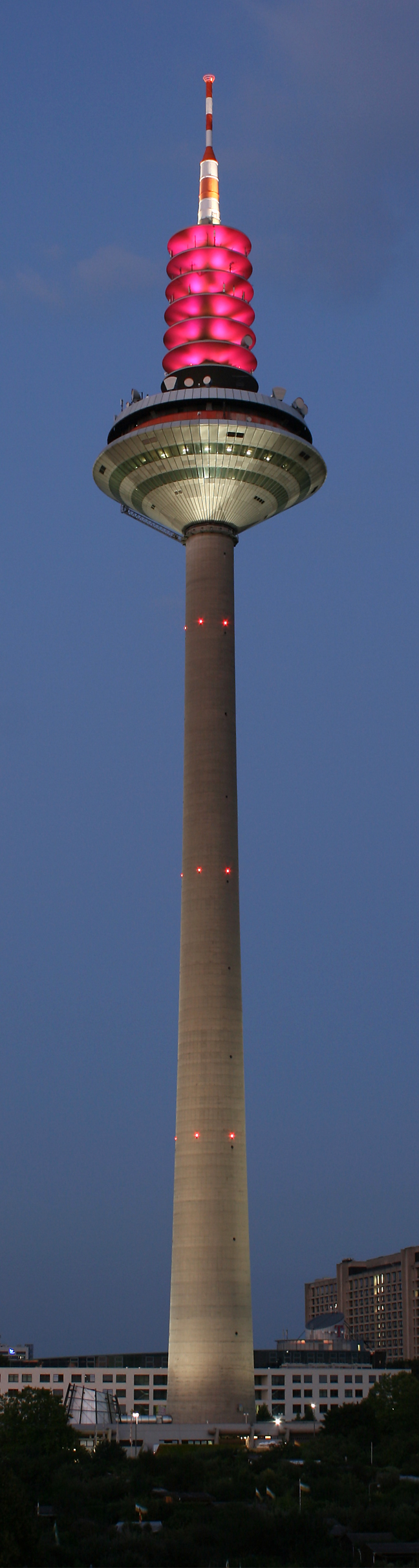
歐洲之塔

歐洲之塔（德語：Europaturm，音譯為「歐羅巴塔」），是一座位於德國法蘭克福，高337.5公尺的電信塔。截至目前仍是德國第二高的人造建物，僅次於柏林電視塔。

## 歷史

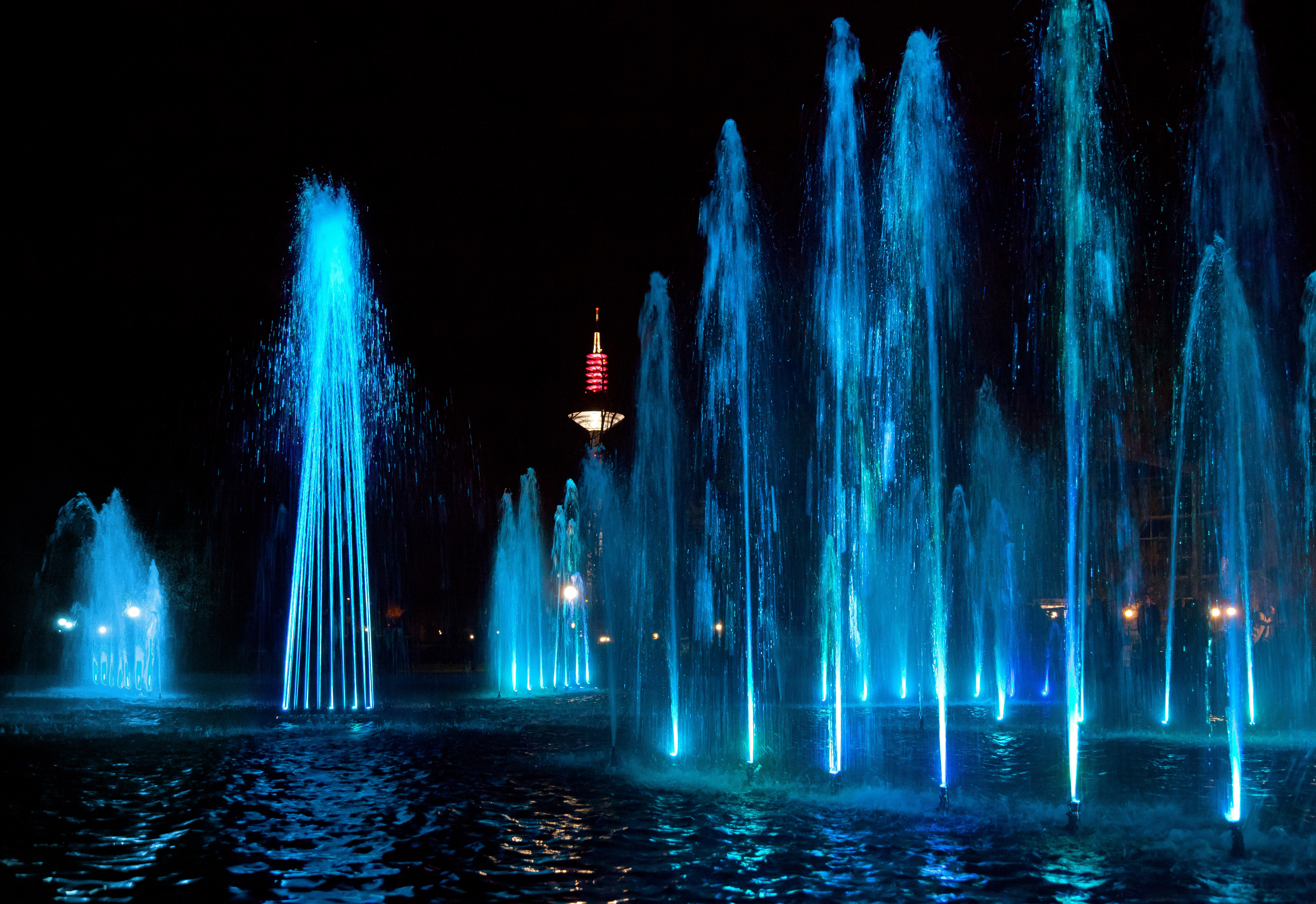
歐洲之塔與水舞夜景

建築師 Erwin Heinle 設計，建築始於1974年。其於5年後完工，成為西德最高的建築。即使未計算電視天線高度，塔也超過295公尺高。塔底的基座直徑粗達59公尺，為世界上類似建築中最龐大的。
歐洲之塔的頂部能夠旋轉，並提供全景的視角一覽法蘭克福市區與美茵河流域。在過去，塔上設有餐廳與夜店，但已於1999年起停止對外開放。 
2004年9月，塔頂換上了更為高聳的天線，使得歐洲之塔高度增為337.5公尺。
歐洲之塔的高度略高於巴黎的艾菲爾鐵塔，減去24公尺長的電視天線，仍高達300公尺。

## 廣播能力
裝設了新式的天線之後，歐洲之塔能夠以DVB-T標準 發射高畫質的數位電視信號。每支發送器能夠傳送5個頻道，而全部的25個頻道均以100千瓦的功率輸出。
歐洲之塔亦能夠接收衛星信號。